# Diocèse d'Égypte
380–539
Entités précédentes :
- Diocèse d'Orient

Entités suivantes :
- Califat Rachidun

Le diocèse d’Égypte (latin: Dioecesis Aegypti ; Grec : Διοίκησις Αἰγύπτου) était un diocèse de l’Empire romain.

## Histoire
il a été établi en 380 aux dépens du diocèse d'Orient dont il faisait partie.
En 395, il a été rattaché à l'Empire romain d'Orient.
En 641, il a été pris par le général Amr ibn al-As pour le compte du Califes bien guidés (califat Rachidun).

## Organisation
Le diocèse d'Égypte (380-539, Alexandrie) gère les provinces d’Égypte et de Cyrénaïque. Contrairement aux autres, son gouverneur porte le titre traditionnel de praefectus augustalis et non de vicaire. Faisant originellement partie du diocèse d’Orient, il devient une entité distincte, jusqu’à sa conquête par les Arabes dans les années 640).
L’Égypte elle-même est alors formée de quatre provinces :
- l’Égypte proprement dite, Basse Égypte autour d’Alexandrie, d’abord appelée Aegyptus Iovia (litt : de Jupiter, c.à.d. de l’Auguste Dioclétien), par la suite divisée en deux provinces,
- l’Augustamnique (315-641, Péluse (Pelusium, Pelousion (Πηλούσιον), Sin, Seyân, Tell el-Farama), d’abord nommée Aegyptus Herculia (litt : d’Hercule, hommage au césar Maxime), comprenant le reste de la Basse Égypte ainsi que la partie orientale du Delta du Nil (les 13 villes), également divisée par la suite en deux provinces, Augustamnica Prima (Nord) et Augustamnica Secunda (Sud),
- la Thébaïde ou Haute Égypte, comprenant la Nubie au sud de Philae, par la suite divisée en deux provinces : Thébaïde ou Thébaïde supérieure (latin Thebais Superior, grec Ἄνω Θηβαΐς / Anō Thēbaïs, capitale Thèbes) et Ptolémaïde ou Thébaïde inférieure (latin Ptolemais ou Thebais Inferior, grec Πτολεμαὶς ou Θηβαΐς Ἐγγίστη / Thēbaïs Engistē, capitale Ptolemaïs).
- l’Arcadie d'Égypte (en), créée à la fin du IVe siècle sous l’empereur Arcadius, entre l’Augustamnique et la Thébaïde, avec pour capitale Oxyrhynchos (Haute-Égypte).

Outre l’Égypte, le diocèse comprend l’ancienne province de Cyrénaïque à l’Est de la Libye d’aujourd’hui (Libye romaine), par la suite divisée en deux provinces :
- La Libye supérieure (de -74 à 643) ou Libye de la Pentapole (litt : des cinq villes) avec comme capitale Cyrène, puis Ptolémaïs (Égypte),
- La Libye inférieure ou Libye sicca ou Marmarique à cheval sur la frontière entre la Libye et l’Égypte actuelles. Elle devient province romaine Crète et Cyrénaïque (de -67/20 à +297, capitale Gortyne, Crète).

## Préfets augustaux

Égypte antique

Les vicaires d’Égypte avaient le titre exceptionnel de « préfets augustaux ».
- Eutolmius Tatianus (367-370)
- Olympius Palladius (370-371)
- Aelius Palladius (371-374)
- Publius (vers 376)
- Bassianus (vers 379)
- Hadrianus (vers 379)
- Iulianus (vers 380)
- Antonin (381-382)
- Palladius (382)
- Hypatius (383)
- Optatus (384)
- Florentius (384-386)
- Paulin (386-387)
- Eusèbe (387)
- Flavius Ulpius Erythrius (388)
- Alexandre (388-390)
- Evagrius (391)
- Hypatius (392)
- Potamius (392)
- Oreste (415)
- Théognoste (vers 482)
- Petrus Marcellinus Felix Liberius (vers 539-542)

## Galerie religieuse chrétienne

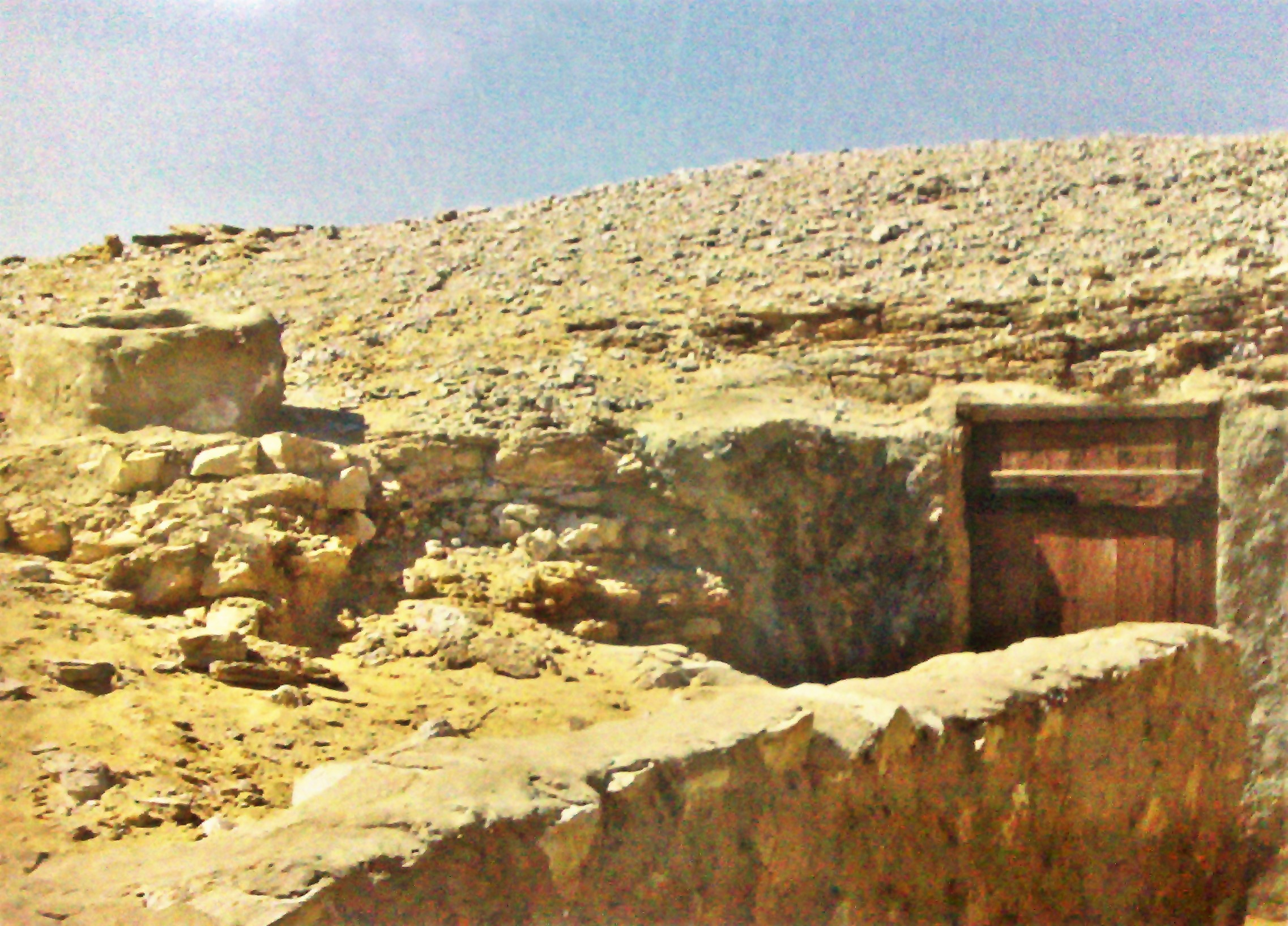
Monastère Saint-Macaire de Scété (4ème s.)
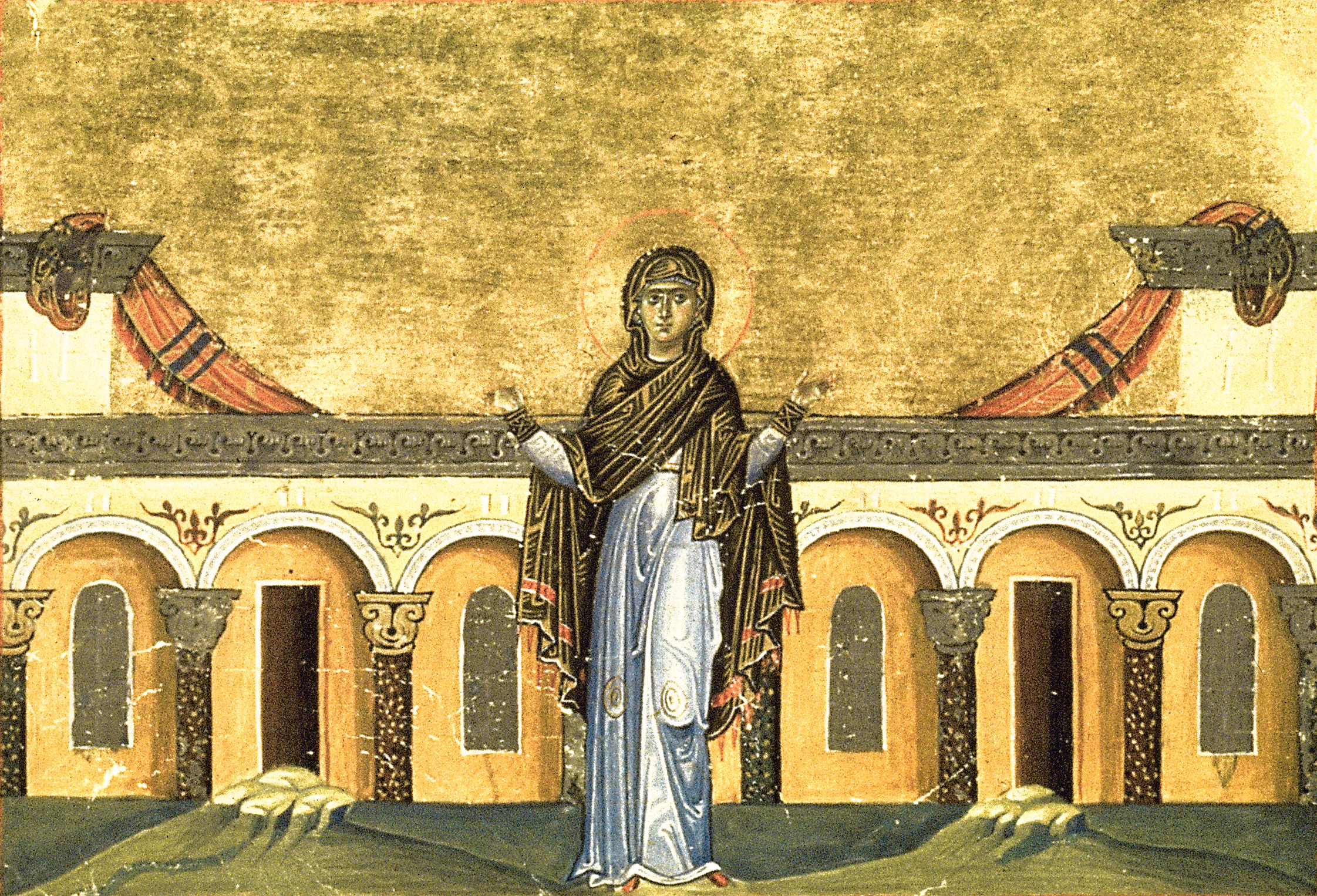
Synclétique d'Alexandrie
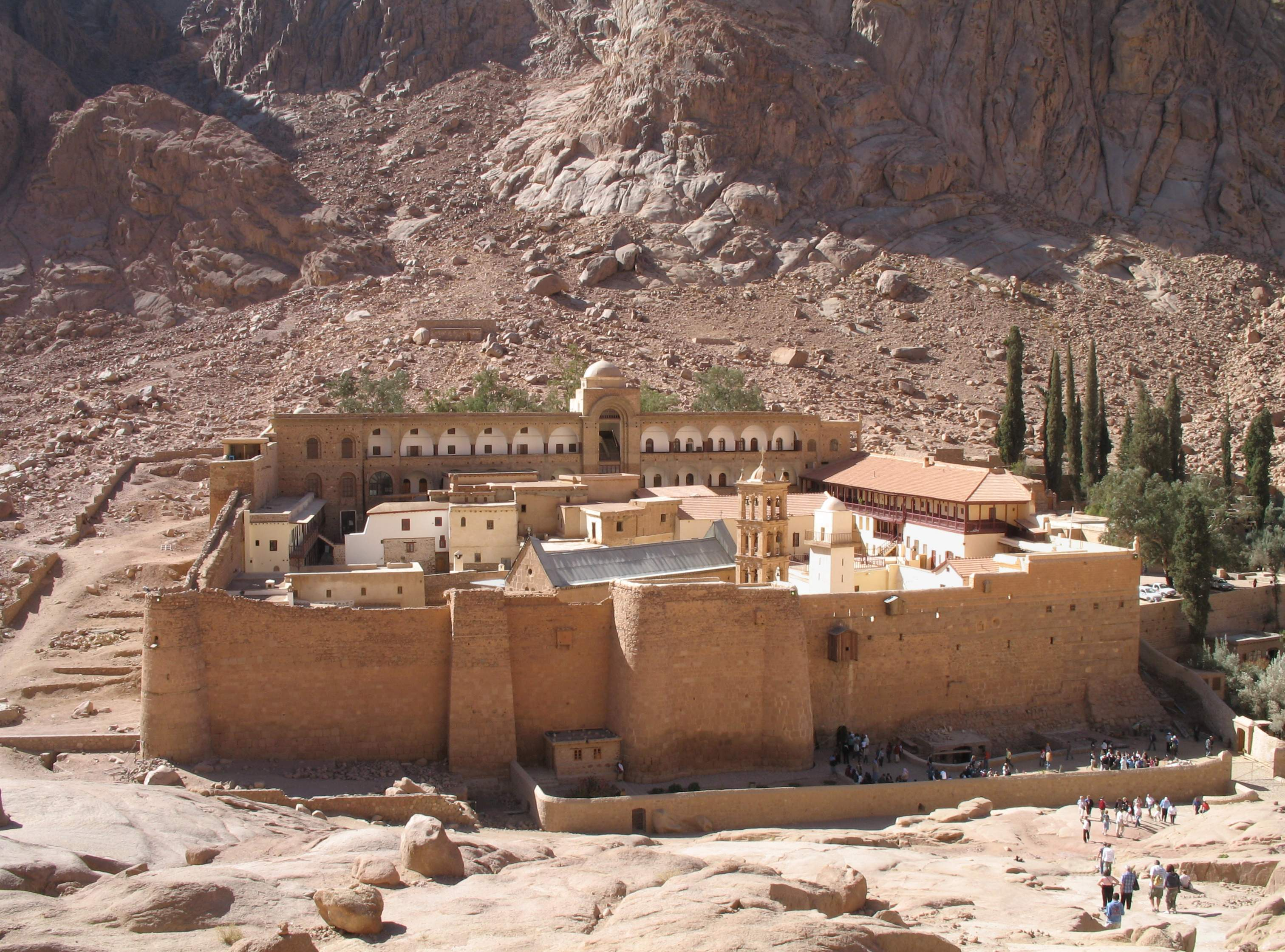
Monastère Sainte-Catherine du Sinaï (337)
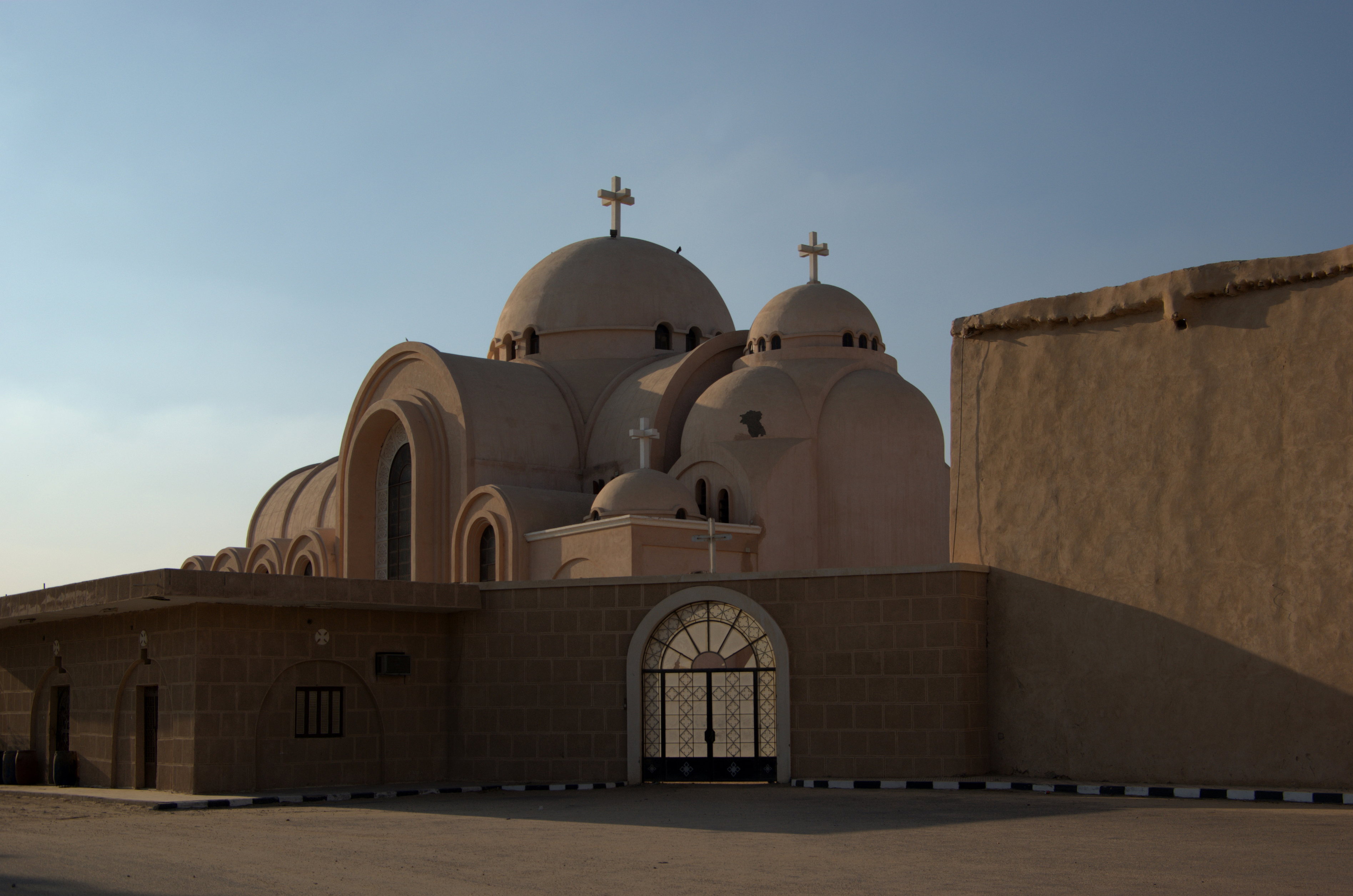
Monastère Saint-Bishoy
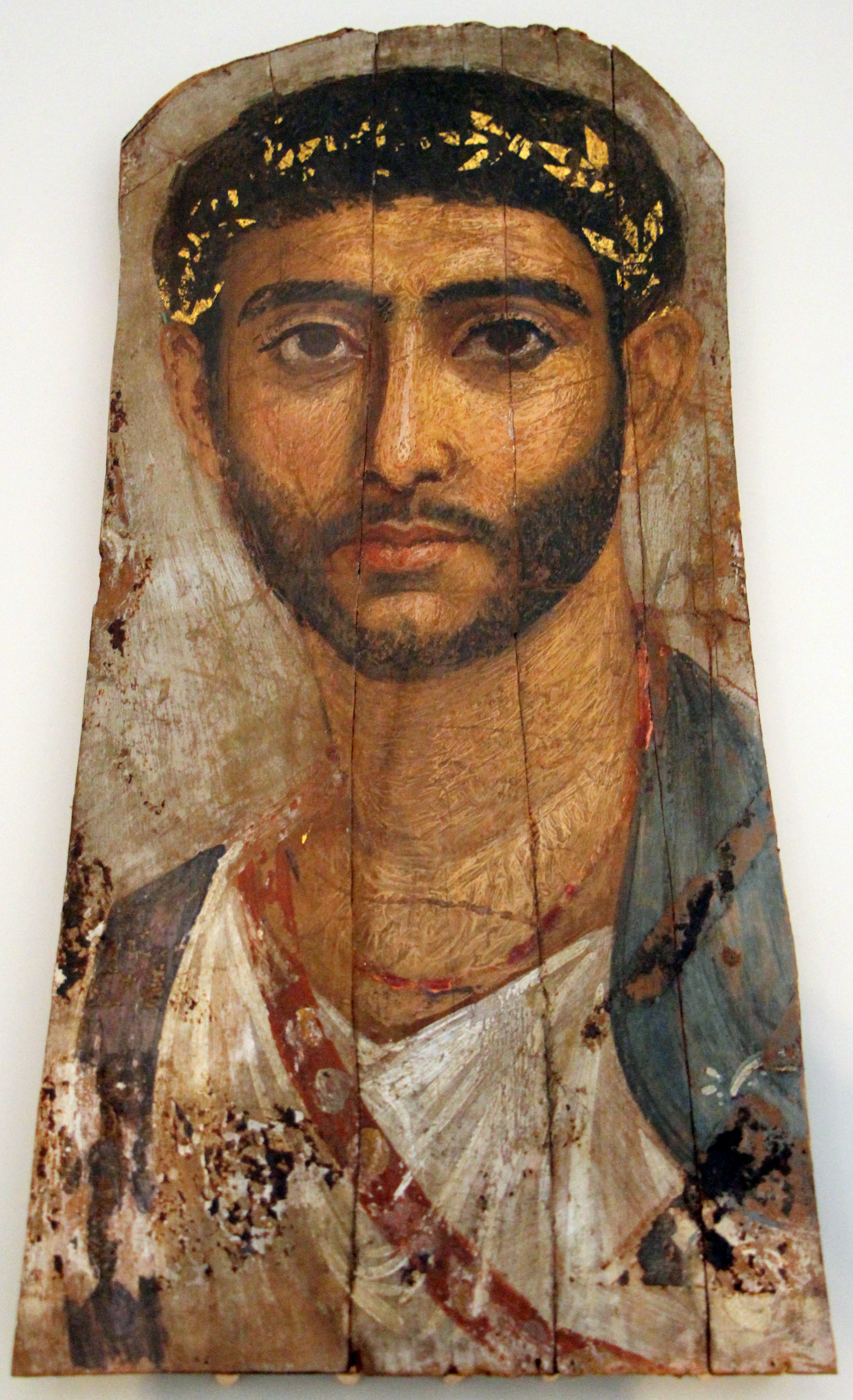
Centurion romain chrétien, portraits du Fayoum

### Sources
- (en) A. Bowman et al. (éd.), The Cambridge Ancient History, vol. 12, The Crisis of Empire, AD 193-337, 2005, éd. Cambridge University Press, 2005, 2e éd., 965 p.,  (ISBN 0521301998), [Extraits sur Google Books].4brhdybooks fhxsgjfdh jcdjyxushvddjixbstjvd6zgfJdz tjfvdyc zhjf dhjd cbdyxjdjtjcdjh6ughxh
- J.-P. Martin et al., Histoire romaine, éd. Armand, « collection U », Paris, 2003, 471 p.,  (ISBN 2200265875).
- P. Petit, Histoire générale de l'Empire romain,
  - t. 1, Le Haut-Empire, 27 avant J.-C.-161 après J.-C., éd. du Seuil, coll. « Points histoire », Paris, 1974, 307 p.,  (ISBN 2020049694) ;
  - t. 2, La crise de l'empire, des derniers Antonins à Dioclétien, éd. du Seuil, coll. « Points histoire », Paris, 1974, 248 p.,  (ISBN 2020049708) ;
  - t. 3, Le Bas-Empire (284-395), éd. du Seuil, coll. « Points histoire », Paris, 1974, 285 p.,  (ISBN 2020049716).
- A. Piganiol, L'Empire chrétien, éd. Presses Universitaires de France, « hier », Paris, 1972, 2e éd., 495 p.,  (ISBN 2130321259).
- R. Rémond, La Crise de l'Empire romain, éd. Presses universitaires de France, « Nouvelle Clio », Paris, 1997, 3e éd., 363 p.,  (ISBN 2130310869).

### Autres ouvrages
- A. Chastagnol, Le Bas-Empire, Paris, 1996.
- J.-M. Carrié et al., Nouvelle Histoire de l'Antiquité, t. 10, L'Empire romain en mutation. Des Sévères à Constantin, Paris, 1999.
- J. Gaudement, Les institutions de l'Antiquité, Paris, 2002.
- (en) A. H. M. Jones, The Later Roman Empire, 284-602, a Social, Economie and Administrative Survey, 3 vol., Oxford, 1964.
- William Seston, Dioclétien et la tétrarchie, t. 1, Guerres et Réformes, Paris, 1946.